# 伊号第百七十五潜水艦
| 「伊75」時代（1941年10月下旬） | |
| 艦歴                           | |
| 計画                           | 昭和9年度計画（第二次補充計画）                                                                               |
| 起工                           | 1934年11月1日                                                                                                 |
| 進水                           | 1937年9月16日                                                                                                 |
| 就役                           | 1938年12月18日                                                                                                |
| その後                         | 1944年2月17日戦没                                                                                             |
| 除籍                           | 1944年7月10日                                                                                                 |
| 性能諸元                       | |
| 排水量                         | 基準：1,420トン 常備：1,810トン 水中：2,564トン                                                               |
| 全長                           | 105.00m |
| 全幅                           | 8.20m |
| 吃水                           | 4.60m |
| 機関                           | 艦本式1号甲8型ディーゼル2基2軸 水上：9,000馬力 水中：1,800馬力                                                |
| 速力                           | 水上：23.0kt 水中：8.2kt                                                                                      |
| 航続距離                       | 水上：16ktで10,000海里 水中：3ktで90海里                                                                      |
| 燃料                           | 重油：442t |
| 乗員                           | 68名 |
| 兵装                           | 12cm単装砲1門 13mm機銃1挺 7.7mm機銃1挺 53cm魚雷発射管 艦首4門、艦尾2門 魚雷14本 九三式水中聴音機 九三式探信儀 |
| 備考                           | 安全潜航深度：85m                                                                                             |

伊号第百七十五潜水艦（いごうだいひゃくななじゅうごせんすいかん）は、大日本帝国海軍の伊百七十四型潜水艦の2番艦。米護衛空母リスカム・ベイを撃沈したことで知られる。竣工時の艦名は伊号第七十五潜水艦。

## 概要

### 建造から1943年8月まで
1934年（昭和9年）の第二次補充計画（②計画）により計画され、三菱神戸造船所で1934年（昭和9年）11月11日起工、1937年（昭和12年）9月16日進水。1938年（昭和13年）6月1日、艦型名を伊六十八型に改正。同年12月18日に竣工した。呉鎮守府籍となり、第二艦隊第2潜水戦隊第11潜水隊に編入。
1939年（昭和14年）11月15日、第2潜水戦隊は第3潜水戦隊に改編される。
1940年（昭和15年）10月11日、横浜港沖で行われた紀元二千六百年特別観艦式に参加。11月15日、第3潜水戦隊は第六艦隊に編入される。
太平洋戦争開始時、伊75は第六艦隊第3潜水戦隊第11潜水隊に所属。11月11日、伊75は佐伯を出港し、クェゼリンに寄港した後ハワイ作戦に従事する。真珠湾攻撃ではオアフ島南方で真珠湾から出てくる艦船の偵察を行った。15日、マウイ島カフルイを砲撃。17日、北緯17度46分 西経157度03分 / 北緯17.767度 西経157.050度のハワイ南方180浬地点付近で米貨物船マニニ（Manini、3,252トン）を雷撃により撃沈。24日、パルミラ環礁の米軍陣地に対して距離4000mから主砲14発を発射し建物を破壊するも、陸上砲台の反撃により退避。その後、クェゼリンに寄港した後、ミッドウェー、アリューシャン列島を偵察し、1942年（昭和17年）2月19日に横須賀に帰投。後呉に移動した。
4月15日、伊75は呉を出港し、5月10日にクェゼリンに到着した。20日、伊号第百七十五潜水艦に改称された。同日、第2次K作戦に参加してクェゼリンを出港し、オアフ島南西沖に進出。しかし、作戦は中止となり、6月20日にクェゼリンに帰投。
7月8日、伊175はクェゼリンを出港し、オーストラリア東方海域での通商破壊に従事する。23日、ニューキャッスルから20浬離れた海域で砂糖を積んでケアンズからシドニーへ航行中の豪貨物船アラーラ（Allara、3,279トン）を雷撃。魚雷1本が船尾に命中し、これを撃破。アラーラは後に曳航されてニューキャッスルに入港した。24日、シドニー近海で豪貨物船ムラダ（Murada、3,345トン）を雷撃し、これを撃破。28日、シドニー北東沖合でニッケル鉱石を輸送中の自由フランス鉱石運搬船カグー（Cagou、2,795トン）を雷撃により撃沈。8月3日、モルヤ近海で豪トロール漁船ダレンビー（Dureenbee、233トン）を砲撃して撃破。大破したダレンビーはその後放棄され、沈没した。12日、米空母エンタープライズ搭載のドーントレスの攻撃を受けて損傷したため、哨戒を打ち切ってラバウルに向かう。17日にラバウルに帰投して修理を受ける。
22日、伊175はラバウルを出港し、ソロモン諸島方面に進出。この哨戒では戦果はなく、9月21日にトラックに帰投した。
10月16日、伊175はトラックを出港してソロモン諸島方面へ進出。その後、ガダルカナル島周辺を哨戒するも戦果はなく、11月19日にトラックに帰投した。20日、竹島南泊地で海軍一般徴用船(給油船)日新丸（西大洋漁業、16,801トン）と衝突事故を起こして損傷。27日にトラックから呉に移動。12月5日に横須賀に移動して修理を受ける。修理完了後、呉に移動。1943年（昭和18年）3月15日、第11潜水隊の解隊に伴い、第12潜水隊に編入。
5月17日、伊175はキスカ島撤退作戦に参加するため呉を出港。24日、キスカに到着し、輸送物資16トンを揚陸し人員60名を収容。作業が完了した6月6日にキスカを出港。10日、伊175は幌筵に到着。翌11日、特設運送船(給油船)の帝洋丸から燃料補給を受ける。13日には幌筵を出港し、17日にキスカに到着。物資16トンを揚陸し、人員70名を収容した後出港。20日に幌筵に帰投した。24日、幌筵を出港し、アムチトカ島南方沖合で発信された敵の電信の確認に向かうも。空振りに終わる。8月10日、呉に帰投。

### 護衛空母リスカム・ベイ撃沈

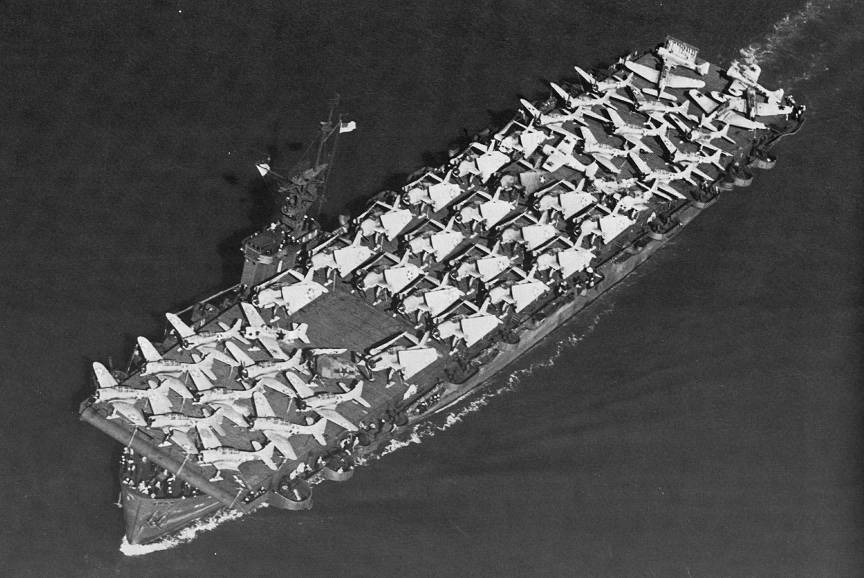
リスカム・ベイ

9月19日、伊175は呉を出港し、25日にトラックに到着。10月16日、トラックを出港しウェーク島方面へ進出。11月19日、マキンに米軍が来襲したため伊175は全速でマキンへ向かう。翌20日にはマキン島の戦いが、21日にはタラワ島の戦いが勃発。23日、伊175は奇しくもマキンとタラワが陥落したその日にマキン沖に到達。25日0100、ブタリタリ環礁南西20浬地点付近で哨戒中の伊175は、アメリカの護衛空母リスカム・ベイ (USS Liscome Bay, CVE-56)、コーラル・シー (USS Coral Sea, CVE-57)、コレヒドール (USS Corregidor, CVE-58)の3隻を中心とする部隊を発見した際、米戦艦ニューメキシコ (USS New Mexico, BB-40)のレーダーに一度は捉えられたものの、装備していた逆探によってレーダー波を探知した伊175は、ただちに急速潜航することでレーダーの誤反応と米艦隊に勘違いさせてこれをかわし、艦長が艦内放送で空母を含む米艦隊の襲撃を行う旨を宣告して襲撃運動に入った。
その後、伊175は米艦隊の輪形陣をかいくぐってリスカム・ベイから約900mの位置まで接近。0205、リスカム・ベイが艦載機発艦のために艦首を風上に向けた時、期せずも伊175に横腹をさらす形になった。0210、伊175は魚雷4本を発射。うち1本がリスカム・ベイの機関室後部の船尾部分に命中し、航空機用爆弾庫を破壊。この衝撃で航空機用爆弾庫に収納されていた爆弾等が誘爆を起こし、リスカム・ベイは大爆発した。他の魚雷は、2本がコーラル・シーの至近を、1本がコレヒドールの至近を通過していった。大爆発の結果、リスカム・ベイの後半分は瞬時にして跡形もなく吹き飛び、前半分も0233に右に傾斜して沈没、第52・3任務群司令ヘンリー・M・ムリニクス少将と艦長以下乗組員644名が戦死した。なお、攻撃が成功して離脱しようとした伊175は、護衛部隊による猛烈な爆雷攻撃を受けて少なからぬ損傷を蒙ったものの、これをやり過ごして戦場から離脱し、27日にクェゼリンに到着して、伊32から燃料補給を受ける。28日にクェゼリンを出港し、12月1日にトラック島にある第六艦隊根拠地に無事帰り着くことができた。その後、特設潜水母艦平安丸の整備を受ける。
このギルバート方面における一連の戦闘に参加した潜水艦9隻（伊19、伊21、伊35、伊39、伊40、伊169、伊174、伊175、呂38）中、6隻が戦没し帰還できたのは伊169、伊174、伊175の3隻に過ぎなかった。なお、1944年に伊175が撃沈される出撃の直前に人事異動となった伊175の軍医長が太平洋戦争を生き延び、空母を含む敵艦隊の襲撃という慣れない状況ながらも米護衛空母リスカム・ベイ撃沈に係る艦内の様子を記録していたため、書籍にその様子を書いた手記が掲載されている。

### 最期
1944年（昭和19年）1月27日、伊175はトラックを出港し、マーシャル諸島北東海域に進出する。31日、クェゼリンの戦いが勃発したため、マーシャル諸島へ全速力で向かうも、その後消息不明となる。
アメリカ側記録によると、2月17日朝、タロア島北東沖で船団護送中の米駆逐艦ニコラス(USS Nicholas, DD-449)にレーダーで発見されて砲撃を受けたため潜航するも、爆雷攻撃により撃沈された。第十二潜水隊司令小林一（海兵48期）、艦長の田畑直中佐以下乗員100名全員戦死。沈没地点はタロア島北東200浬地点付近、北緯10度34分 東経173度31分 / 北緯10.567度 東経173.517度。
3月26日、クェゼリン方面で亡失と認定され、7月10日に除籍された。
撃沈総数は4隻であり、撃沈トン数は10,080トンである。また、撃破総数は2隻であり、撃破トン数は6,624トンである。

## 艦歴
- 1934年（昭和9年） - 起工
- 1938年（昭和13年）12月18日 - 「伊75」の名称で竣工。
- 1940年（昭和15年）10月11日 - 横浜港沖で行われた紀元二千六百年特別観艦式に参加。
- 1941年11月23日 - クェゼリン出港、ハワイ作戦に参加。
  - 12月16日 - ハワイ・カフルイ港を砲撃。
  - 12月24日 - パルミラ島を砲撃。
  - 12月31日 - クェゼリン着
- 1942年2月19日 - 横須賀入港
  - 5月20日 - 伊号第百七十五潜水艦に改称、クェゼリンを出港してK作戦に参加。以後オーストラリア東方海域、ソロモン方面にて行動。
  - 11月20日 - トラックにて日新丸と衝突する。
  - 12月5日 - 横須賀にて修理を行う。
- 1943年6月6日 - キスカ方面、物資輸送
  - 6月17日 - キスカ輸送
  - 8月10日 - 呉入港
  - 9月19日 - 呉出港
  - 11月22日 - 丙作戦第三法発動。マキン及びタラワへ急行を命じられる。
  - 11月24日 - ギルバート方面において米護衛空母リスカム・ベイ(USS Liscome Bay, CVE-56)を雷撃、撃沈。
  - 11月26日 - 燃料欠乏によりクェゼリンへ離脱、伊32潜より燃料補給を受ける。
- 1944年1月27日 - トラック出港、マーシャル諸島東方海域へ向かう。
  - 2月17日 - タロア島北東沖で米駆逐艦ニコラス(USS Nicholas, DD-449)の爆雷攻撃によって撃沈された。

## 歴代艦長
※脚注なき限り『艦長たちの軍艦史』437頁による。
艤装員長
1. 岡本義助 中佐：1938年6月1日 - 11月15日
2. 永井宏明 中佐：1938年11月15日 - 1938年12月18日

潜水艦長
1. 永井宏明 中佐：1938年12月18日 - 1939年11月1日[5]
2. 井上規矩 少佐：1939年11月1日 -
3. 宇野亀雄 少佐：1942年3月10日 -
4. 田畑直 少佐：1942年12月15日 - 1944年1月31日[6]
5. 寺本巌 少佐：1944年1月31日[6] - 1944年2月15日[7]